# 18-та дивізія крейсерів (Імперський флот)
18-та дивізія крейсерів (Імперський флот) — підрозділ Імперського флоту Японії, кораблі якого брали участь у Другій світовій війні.

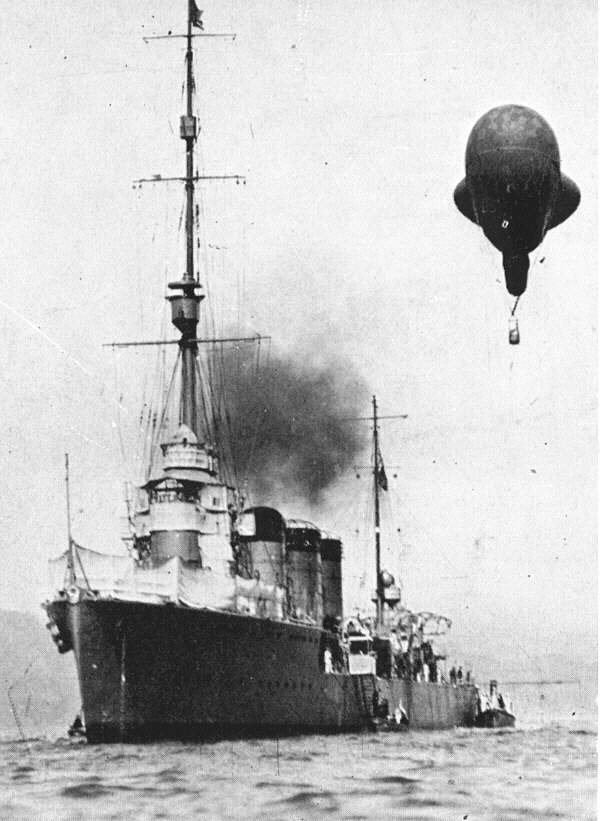
Крейсер «Тацута»

Станом на момент вступу Японії у Другу світову до дивізії входили два легкі крейсери типу «Тенрю» — сам «Тенрю» і «Тацута». Дивізія підпорядковувалась Четвертому флоту, який мав головну базу на атолі Трук у центральній частині Каролінських островів та на початковому етапі війни здійснив ряд операцій з розширення японського контролю в Мікронезії та вторгненню до Меланезії. 
Ще до початку бойових дій 18-та дивізія перейшла з Труку на атол Кваджелейн (Маршаллові острови), а 8 грудня рушила звідси у складі угруповання, що мало захопити острів Вейк і включало ще 1 легкий крейсер та 6 есмінців. Атака на Вейк відбулась 11 грудня, при цьому незначний гарнізон острова зміг завдати японському загону втрат та примусити до відступу. У цьому бою крейсери дивізії зазнали незначних пошкоджень від обстрілу з повітря з кулеметів – на Тацута поцілили радіомачту, а на Тенрю літак влучив у носовий торпедний апарат (кілька торпед пошкоджено, проте цього було недостатньо для їх детонації). За кілька діб 18-та дивізія взяла участь у наступному поході до Вейку, який завершився капітуляцією гарнізону 23 грудня, що, втім, було передусім наслідком радикального підсилення японського угруповання, основну силу якого тепер склали 2 авіаносці і 6 важких крейсерів.
У середині січня 1942-го 18-ту дивізію залучили до операції з оволодіння архіпелагом Бісмарка. 23 січня «Тенрю» і «Тацута» вийшли з Труку разом із трьома есмінцями, маючи завдання забезпечувати безпосередній супровід транспортів з десантом для захоплення Кавієнга на північному завершенні острова Нова Ірландія (згодом тут облаштують другу за значенням японську базу в архіпелазі). В ніч на 23 січня відбулась висадка і за кілька годин японські морські піхотинці узяли Кавієнг під контроль. 
9 лютого 1942-го обидва крейсери дивізії взяли участь в операції з висадки на півдні Нової Британії на півострові Сурумі. Хоча тут одночасно залучили ще три дивізії ескадрених міноносців, проте насправді ворожих сил на узбережжі не виявилось, а єдиною протидія зі сторони союзників стали кілька невеликих повітряних атак. 13 лютого 18-та дивізія полишила район операції.
20 лютого 1942-го Тенрю і Тацута та 3 важкі крейсери іншого підрозділу вийшли у море, готуючись до протидії ворожому авіаносному з’єднанню, яке було виявлене на початковому етапі рейду проти Рабаула (захоплене того ж дня, що і Кавієнг, поселення на сході Нової Британії, яке японці перетворили на головну передову базу у регіоні). Враховуючи втрату ефекту несподіванки, американці відмовились від рейду, а кораблі 18-ї дивізії 23 лютого повернулись на Трук.
8 березня 1942-го Тацута і Тенрю разом зі ще одним легким крейсером та шістьома есмінцями прикривали на Нову Гвінею до Лае (на сході острова у глибині затоки Хуон). Висадка не зустріла спротиву і тієї ж доби 18-та дивізія полишила цей район, а тому уникла можливих втрат під час удару американської авіаносної авіації, який стався 10 числа.
До кінця першої декади квітня 1942-го 18-та дивізія разом з 6-ю дивізією (важкі крейсери, що діяли у інтересах Четвертого флота) здійснили ряд походів у межах операції з осадження гарнізонами Бугенвіля (західна частина Соломонових островів) та острова Манус (у групі островів Адміралтейства, поблизу комунікацій, що вели до архіпелагу Бісмарка). При цьому через відсутність у зазначених місцях ворожих сил вести бойові дії не прийшлось.
Через кілька тижнів 18-ту дивізію задіяли у операції, яка мала за мету узяття всіх Соломонових островів та Порт-Морсбі на оберненому до Австралії узбережжі Нової Гвінеї. 3 травня 1942-го Тенрю і Тацута прикривали гідроавіаносці, що започаткували базу гідроавіації у Реката-Бей на північному узбережжі острова Санта-Ісабель (центральна частина Соломонових островів). Надалі вони разом з одним гідроавіаносцем попрямували до південно-східного завершення Нової Гвінеї, де 7 березня на острові Дебойне розгорнули передову базу гідролітаків, звідки мали провадити розвідку в межах плану захоплення Порт-Морсбі. Втім, після битви авіаносців 8 травня у Кораловому морі операцію скасували і крейсери повернулись на базу.
Невдовзі після цього бойові шляхи крейсерів 18-ї дивізії вперше розійшлись, хоча й дуже ненадовго. Тенрю 13 травня 1942-го відбув для ремонту до Японії, а Тацута того ж дня вирушив в море у межах операції з оволодіння островом Науру і лише після скасування останньої попрямував у метрополію. У другій половині червня крейсери й кораблі в одному загоні пройшли до Океанії, а 20—24 липня брали участь у висадці десанту на Нову Гвінею в район Буни (східне узбережжя півострова Папуа), звідки японське командування розраховувало досягнути Порт-Морсбі суходолом.

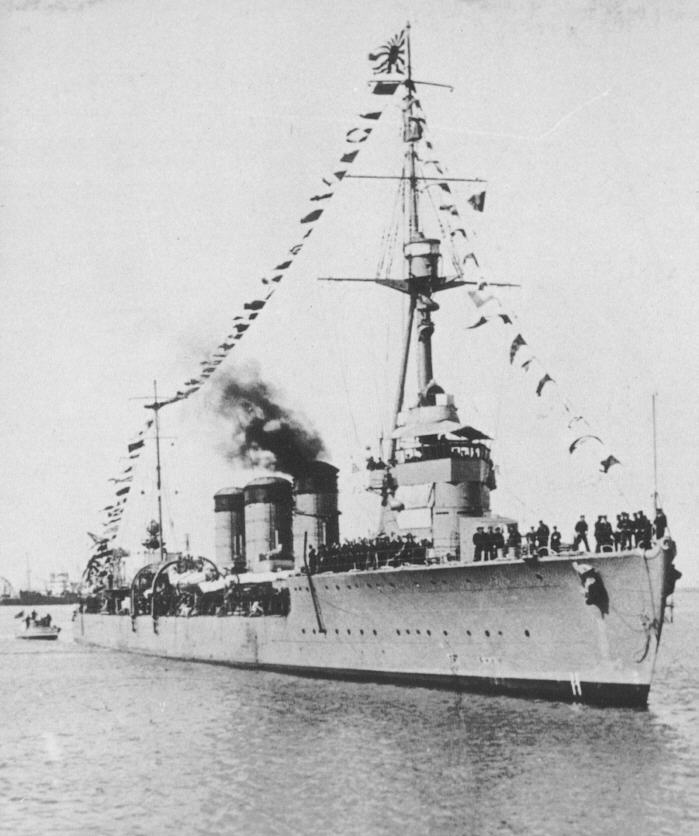
Крейсер «Тенрю»

7 серпня 1942-го союзники висадились на сході Соломонових островів, що започаткувало шестимісячну битву за Гуадалканал. З цього моменту крейсери все частіше діяли порізнь. Тенрю взяв участь у виході загону на схід Соломонових островів, який завершився переможним для японців боєм біля острова Саво, під час якого Тенрю добив торпедами вже пошкоджений американський важкий крейсер USS Quincy. 
У другій декаді серпня 1942-го крейсери здійснили по одному рейсу для ескорту транспортів до Буни, проте Тацута прибув туди 13 числа, а Тенрю – 18-го. А от 24 серпня 1942-го кораблі 18-ї дивізії вийшли з Рабаула для прикриття десанту у затоку Мілн-Бей на південно-східному завершенні Нової Гвінеї. На суходолі японці неочікувано зустрілись із сильним спротивом, і 28 серпня Тенрю і Тацута знову рушили до Мілн-Бей, куди доправили бійців морської піхоти. У наступні кілька діб справи в Мілн-Бей йшли все гірше і в ніч з 5 на 6 вересня крейсери 18-ї дивізії взяли участь у евакуації залишків десанту. Під час цієї операції Тацута разом з есмінцем «Арасі» провів 6 вересня бомардування пристані Гілі-Гілі (у глибині затоки Мілн), під час якого було потоплене британське судно Anshun (3188 GRT, в 1944-му було підняте та використовувалось до 1962 року). За кілька діб по тому Тенрю здійснив безрезультатний вихід для порятунку членів екіпажу есмінця, який був потоплений авіацією неподалік від Мілн-Бей.
У другій половині вересня 1942-го для обох крейсерів 18-ї дивізії запланували спільну операцію з постановки мін біля острова Тулагі (в протоці північніше від Гуадалканалу). Тенрю прийняв на Труці міни та прибув до Рабаула, але у підсумку вивантажив тут цю амуніцію, оскільки Тацута не вдалось своєчасно забезпечити мінами. 2 жовтня під час нальоту на Рабаул Тенрю зазнав прямого влучання бомбою і майже три тижні проходив аварійне відновлення, тоді як Тацута за цей час щонайменше двічі виходив у транспортні рейси до Гуадалканала. На початку листопада вже Тацута став на ремонт, який тривав кілька місяців.
Тенрю своєю чергою взяв участь у постачанні японського угруповання на Гуадалканалі, здійснивши туди рейси у складі загонів, що розвантажувались в ночі на 3, 6 та 9 листопада 1942-го. З 12 по 15 листопада 1942-го біля Гуадалканалу відбулось кілька морських боїв, при цьому Тенрю 13—14 листопада виходив до острова у складі угруповання, важкі крейсери якого провели обстріл аеродрому Гендерсон-Філд.
У грудні 1942-го Тенрю вирушив з Рабаула в межах операції з організації бази в Маданзі на північно-східному узбережжі Нової Гвінеї. Під час цього походу американський підводний човен торпедував та потопив Тенрю 18 грудня.
Загибель одного з кораблів призвела до розформування 18-ї дивізії крейсерів. Тацута згодом став флагманом 11-ї ескадри ескадрених міноносців і загинув у березні 1944-го.